# مارک جونز (بازیکن فوتبال، زاده ۱۹۳۳)
مارک جونز (به انگلیسی: Mark Jones) (زاده:۱۵ ژوئن ۱۹۳۳-درگذشته:۶ فوریه ۱۹۵۸) بازیکن فوتبال انگلیسی بود که برای تیم منچستر یونایتد بازی می‌کرد و در حادثه مونیخ جان خود را از دست داد.